# Russula vinosopurpurea
Russula vinosopurpurea är en svampart som beskrevs av Jul. Schäff. 1938. Russula vinosopurpurea ingår i släktet kremlor och familjen kremlor och riskor.  Artens status i Sverige är: Ej påträffad. Inga underarter finns listade i Catalogue of Life.

## Bildgalleri